# Памятник Ленину (Ялта)
Памятник Ленину (укр. Пам'ятник Леніну) — памятник российскому революционеру Владимиру Ульянову (Ленину), организатору Октябрьской революции осенью 1917 года, основателю и руководителю партии большевиков, советском политическому деятелю (первый Председатель Совнаркома — правительства РСФСР, один из главных инициаторов создания СССР), теоретику идей коммунизма, лидеру мирового международного коммунистического движения. Расположен в Ялте на одноименной набережной и одноименной площади. Частое место встречи для молодежи.

## Описание
С приходом советской власти главная набережная города была переименована в набережную Ленина. Ее покрыли асфальтом, высадили декоративные растения, веерные пальмы. После того, как улица стала закрытой для транспорта, она стала бульваром. В двадцатые годы при советской власти в сквере на набережной был установлен один из первых в Ялте памятников В. И. Ленину. В период Великой Отечественной войны памятник демонтировали, и он до сих пор не найден.
Ялтинский памятник считается одним из самых значительных и ценных среди аналогов в мире. Бронзовая статуя Ленина стоит на колоссальном постаменте, выполненном из красного мрамора. Памятник возвышается в центре площади на набережной им. Ленина. Торжественное открытие сооружения состоялось в январе 1954 года. Авторы памятника — советский скульптор П. П. Яцыно — лауреат Государственной премии СССР, архитектор А. С. Фомин. Этот памятник — единственный в Крыму памятник, посвященный Ленину со статусом памятника монументального искусства национального значения.